# Tigrovo oko
Tigrovo oko je žuto-smeđe-crni fibrozni kvarc. Efekat Tigrovog oka potiče od smenjivanja kvarca i azbesta, a zlatnu boju mu daje oksid metala. Ovaj kamen je vekovima bio korišćen kao zaštita od zlih očiju i od prokletstva. Rimski vojnici su ga nosili da ih štiti u bitkama.

## Literatura
- O'Donoghue, Michael (1997). Synthetic, Imitation, and Treated Gemstones. Boston, Massachusetts: Butterworth-Heinemann. стр. 125–127. ISBN 0-7506-3173-2.
- Schumann, Walter (2009). Gemstones of the World (Fourth изд.). New York, New York: Sterling Publishing. стр. 140. ISBN 978-1-4027-6829-3.